# Quadrivium
Das Quadrivium (deutsch „vier Wege“) umfasste die weiterführenden vier der septem artes liberales – der „sieben freien Künste“ (in Antike und Mittelalter) – als Fortsetzung der sprachlichen Fächer des Triviums und bestand aus den – ebenfalls durchwegs lateinisch unterrichteten – mathematischen, am Zahlendenken orientierten Fächern:
- Arithmetik (Zahlentheorie)
- Geometrie (inkl. Geographie und Naturgeschichte)
- Musik (Musiktheorie)
- Astronomie (damals auch Astrologie)

Zusammen mit den Fächern des Triviums bildeten sie den Lehrstoff der „Artistenfakultäten“ (in heutiger Terminologie: Philosophischen Fakultäten) der mittelalterlichen Universität. Einen Eindruck von den konkreten Inhalten dieser Fächer kann man z. B. durch die (um 630 n. Chr. abgeschlossene) Enzyklopädie des Isidor von Sevilla gewinnen.
Der gedankliche Ausgangspunkt für die Bildung der verschiedenen Fächer des Quadriviums ist laut Max Haas die Kategorie der Quantität (quantitas). Im Anschluss an Aristoteles und Boethius unterschied man im Mittelalter zwischen der Menge als der diskreten Quantität (multitudo; quantitas discreta) einerseits und der Größe als der kontinuierlichen Quantität (magnitudo; quantitas continua) andererseits.
Zu den Mengenlehren über die quantitas discreta gehören die Arithmetik und die Musik: Die Arithmetik untersucht die Mengen an sich (multitudo per se), die Musik hingegen untersucht die Beziehungen zwischen verschiedenen Mengen (multitudo ad aliquid), d. h. Proportionen.
Zur Größenlehre über die quantitas continua zählen hingegen die Geometrie und die Astronomie: Die Geometrie untersucht unbewegliche Größen (magnitudo immobilis), die Astronomie dagegen bewegliche Größen (magnitudo mobilis).